# Eberhard Christian Kindermann

Die Geschwinde Reise auf dem Lufft-Schiff, Titelblatt (1744).

Eberhard Christian Kindermann (* um 1715 in Weißenfels, damals Herzogtum Sachsen-Weißenfels, heute Sachsen-Anhalt; † 2. Hälfte des 18. Jahrhunderts) war ein weniger bekannter kursächsischer Hofastronom und Mathematiker.

## Leben
Er wuchs in Weißenfels auf, besuchte ab 1733 das dortige Gymnasium illustre Augusteum und war Schüler von Christian Ludewig Büttner und Heinrich Engelhard Poley, dem deutschen Übersetzer der Werke von John Locke. Er hielt sich nach Abschluss der Schulausbildung vermutlich Ende der 1730er und Anfang der 1740er Jahre in Leipzig auf und konnte aus pekunären Gründen kein richtiges Universitätsstudium aufnehmen, was man heute aus seinen legitimatorischen Äußerungen in den Vorreden seiner Schriften annimmt. Als Autodidakt sah er sich offensichtlich gezwungen seine Forschungen als Laie immer wieder zu verteidigen.
Er schloss sich dem Kreis um Johann Christoph Gottsched an und nahm dann eine Stelle als Sekretär in Dresden an.
Er ist nach Russland gegangen, war Schwiegervater von Georg Moritz Lowitz und Deutschlehrer in Moskau.

## Erster deutschsprachiger Science-Fiction-Autor
Im Jahr 1739 veröffentlichte er seine erste astronomische Arbeit, die Reise in Gedancken durch die eröffneten allgemeinen Himmels-Kugeln,.... Dem folgte 1744 eine vollständige Überarbeitung als Vollständige Astronomie,... und dann im gleichen Jahr in Berlin Die Geschwinde Reise auf dem Lufft-Schiff nach der obern Welt, welche jüngsthin fünff Personen angestellet..., das erste und einzige literarische Werk von ihm. Diese Reise führte die Personen in den allegorischen Gestalten der fünf Sinne in einem Schiff aus Sandelholz auf den ersten Mars-Mond. Diese kurze Abhandlung, sein Hauptwerk, wird allgemein als erster Science-Fiction-Text in deutscher Sprache angesehen und ist repräsentativ für die Science-Fiction Literatur im 18ten Jahrhundert, welche schon vor 1744 in Frankreich und England begonnen hatte.

### Handlung
Kindermann legt besonderen Wert auf die technischen Aspekte der phantastischen Reise wie Beobachtung der Himmelskarte oder eine Berechnung der Entfernung der Erde vom Mars. Die Fahrt durch die verschiedenen Sphären, die vier Elemente sowie die Zonen der Apokalypse wird den Reisenden möglich gemacht durch sechs luftentleerte Kupferkugeln, die nach den Ideen des italienischen Jesuiten Francesco Lana Terzi gebaut wurden. Dessen Vorstellungen in einer 1670 veröffentlichten Darstellung beruhte auf den Entdeckungen von Otto von Guericke bezogen auf das Vakuum. Die Handlung ist voller Allegorien aus der griechisch-römischen Mythologie. Es kommt zum Beispiel zu Begegnungen mit Fama und der Göttin Bellona. Der Erzählstil ist typisch für den Barock und schildert eine religiöse Utopie in der die Marsianer direkt mit Gott verkehren und nicht über das vermittelnde Medium der Bibel. Diese engelsgleichen Wesen bewohnen neben Kentauren und Faunen die Monde des Mars sind jedoch nicht frei von Sünden.

## Rezeption und Nachspiel
Kindermann wird als bedeutend für die autodidaktische Bildung von Johann George Palitzsch genannt.
Der fränkische Schriftsteller und Aufklärer Carl Ignaz Geiger veröffentlichte 1790 den Kurzroman Reise eines Erdbewohners in den Mars. Im Unterschied zu seinem Vorgänger Kindermann nahm sich Geiger keine Zeit zur Beschreibung und Erklärung des Luftschiffs, „um nicht, wie irgend ein teutscher Reisebeschreiber, durch die Beschreibung meines Fahrzeuges, beinahe den halben Raum meines Buches auszufüllen.“ Seine Begründung kann als Seitenhieb auf Kindermann gelesen werden.
Im Jahre 1783 haben die Gebrüder Montgolfier zum ersten Mal eine Luftfahrt in einem Ballon mittels erhitzter Luft unternommen. Die Marsmonde wurden erst 1877 von dem Astronomen Asaph Hall entdeckt.

## Werk

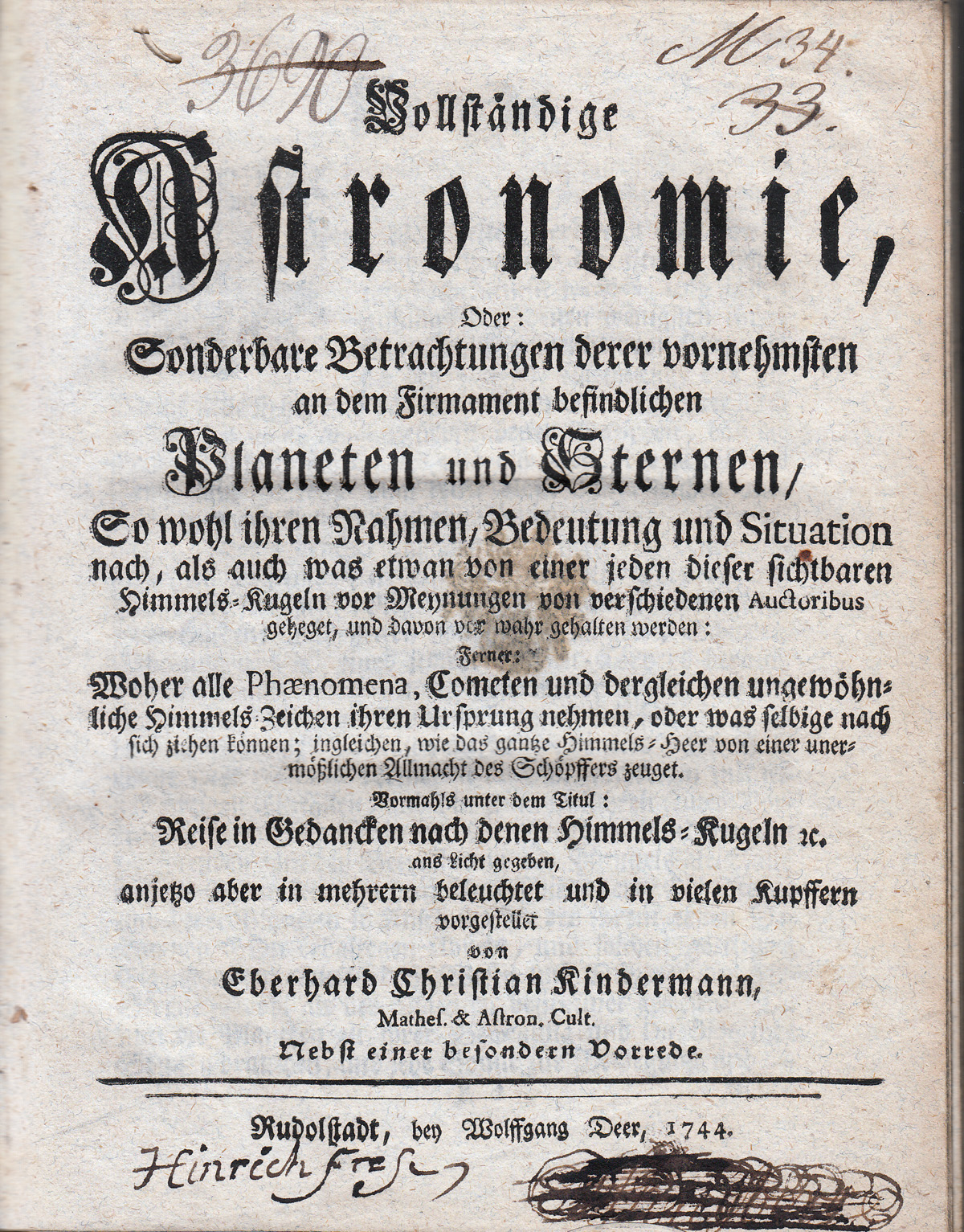
Titelblatt des Buches Vollständige Astronomie,...

- Reise in Gedancken durch die eröffneten allgemeinen Himmels-Kugeln, auf welcher alle von Gott erschaffene Welt-Cörper, sowohl deren Namen, Natur und Eigenschafften nach gantz genau betrachtet, als auch wie alle diese Cörper in Cometen, und endlich in ein Nichts verwandelt werden, Rudolstadt, Verlag Wolffgang Deer 1739.
- Vollständige Astronomie, oder Sonderbare Betrachtungen derer vornehmsten an dem Firmament befindlichen Planeten und Sterne, Überarbeitete Neuauflage seines 1739 erschienenen Werkes, Verlag Wolffgang Deer, Rudolstadt 1744.
- Die Geschwinde Reise auf dem Lufft-Schiff nach der obern Welt, welche jüngsthin fünff Personen angestellet, um zu erfahren, ob es eine Wahrheit sey, daß der Planet Mars den 10. Jul. dieses Jahrs das erste mahl, so lange die Welt stehet, mit einem Trabanten oder Mond erschienen? Der untern Welt zu curieuser Gemüths-Ergötzung und Versicherung dieser Begebenheit mitgetheilet durch die allgemeine Fama. (Digitalisat), Berlin 1744.
- Astronomische Beschreibung und Nachricht von dem Kometen 1746 und den noch kommenden, welche in denen innen besagten Jahren erscheinen werden. Dresden 1746.
- Physica sacra, oder die Lehre der ganzen Natur, nicht veröffentlichte Handschrift von 1748, codex germanicus fol. 132, Band I und IV der Preußischen Staatsbibliothek Berlin.